# Имери, Демир
Демир Имери (макед. Демир Имери, алб. Demir Imeri; 27 октября 1995, Кичево, Македония) — северомакедонский футболист, полузащитник узбекистанского клуба «Андижан».

## Карьера
В августе 2021 года перешёл в албанский клуб «Влазния».
В августе 2021 года стал игроком албанского клуба «Эгнатия».
В августе 2022 года подписал контракт с клубом «Атырау».

## Достижения
«Работнички»
- Финалист Кубка Северной Македонии: 2011/12

«Шкендия»
- Серебряный призёр чемпионата Северной Македонии: 2016/17
- Финалист Кубка Северной Македонии: 2016/17

«Влазния»
- Серебряный призёр чемпионата Албании: 2020/21
- Обладатель Кубка Албании: 2020/21

## Клубная статистика
| Игровая карьера | Игровая карьера  | Игровая карьера | Лига | Лига | Кубок | Кубок | Межд. | Межд. | Др. | Др. |
| --------------- | ---------------- | --------------- | ---- | ---- | ----- | ----- | ----- | ----- | --- | --- |
| 2019/20         | Олимпик (Донецк) | А               | 8    | 1    | 2     | 0     | —     | —     | —   | —   |
| 2020/21         | Влазния          | А               | 33   | 4    | 3     | 3     | —     | —     | —   | —   |
| 2021/22         | Эгнатия          | А               | 32   | 4    | 6     | 1     | —     | —     | —   | —   |
| 2022            | Атырау           | А               | 10   | 3    | —     | —     | —     | —     | —   | —   |
| 2023            | Атырау           | А               | 25   | 2    | 6     | 1     | —     | —     | —   | —   |